# Juan Fernández de Heredia

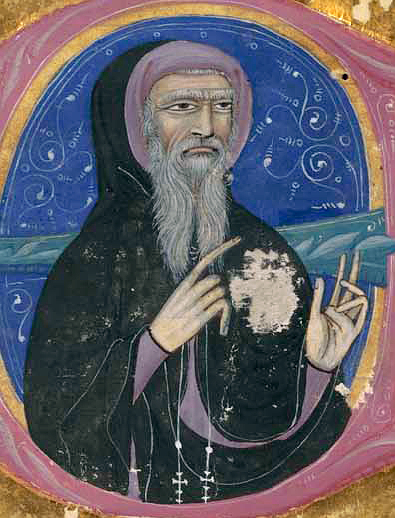
Juan Fernández de Heredia, representado en una inicial miniada de su Grant cronica de los conquiridores.

Juan Fernández de Heredia (Munébrega, Zaragoza, c. 1310-1396) fue un escritor, mecenas, político y diplomático español al servicio de Pedro IV de Aragón y gran maestre de la Orden de San Juan de Jerusalén.

## Biografía política y militar

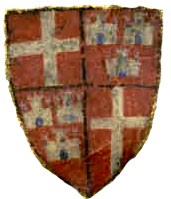
Escudo de armas de Juan Fernández de Heredia en el íncipit de un manuscrito de su scriptorium, la Crónica de conquiridores, en el que se combinan, cuarteladas, sus armas de dignidad como Gran Maestre del Hospital (cruz de plata en campo de gules), con las de su familia (de gules, tres castillos de plata aclarados de azur).

Uno de los modelos del escudo del linaje Fernández de Heredia, cuyo primer testimonio documentado está en los del Gran Maestre del Hospital: de gules, un número impar de castillos de plata aclarados de azur.

Heredia nació hacia 1310 en Munébrega (cerca de Calatayud), localidad perteneciente a la Corona de Aragón, en la actual provincia de Zaragoza; fue hermano de Blasco Fernández de Heredia. En 1328 ya era miembro de la Orden de San Juan, siendo freire de la encomienda de Villel. Ocupó su primer cargo de responsabilidad como comendador en la encomienda de Alfambra (1337). Llegó al honor de castellán de Amposta en 1345, la dignidad más alta de la Orden en la Corona de Aragón. En 1355 es prior de la Orden en Castilla. 

Armas de los descendientes de Juan Fernández de Heredia: de gules, cinco torres de oro mazonadas y orpasadas de sable y puestas en sotuer. Estos modificaron (con lo que compusieron un escudo heráldico distinto) las figuras y los esmaltes del escudo del Gran Maestre, en que podían aparecer o bien las armas de su linaje solas: de gules, castillos impares de plata aclarados de azur (tres, cinco o siete según las representaciones, pues el número de figuras y su disposición era irrelevante en el siglo XIV y dependía solo del diseño o acomodación a las necesidades físicas del escudo) o bien cuarteladas con las de su dignidad de Gran Maestre del Hospital, de gules una cruz de plata, ocupando el cuartel del jefe unas veces el blasón de su familia y otras el de su dignidad en los diversos testimonios conservados.

Desde 1356, el apoyo del papa Inocencio VI le vale ser prior de Saint-Gilles, afincándose en la corte papal de Aviñón, donde el Papa lo nombra gobernador de la ciudad y le encarga su defensa, para la que mandará construir unas famosas murallas. Mantendrá buenas relaciones con los siguientes papas Urbano V y Gregorio XI, así como con el también aragonés Benedicto XIII (antipapa); de hecho, y siempre según el historiador Jerónimo Zurita, cuando Pedro Martínez de Luna, Cardenal de Aragón y ya papa Benedicto XIII, llegó a ocupar el trono pontificio en el  exilio papal de Aviñón, encontró pignorados incluso los ornamentos sagrados de la capilla reservada al titular de la Sede de Pedro y fue don Juan quien, con sus bienes, rescató a don Pedro de tanta necesidad y le permitió, con ello, inaugurar con fuerza su largo y dramático mandato. Desde la Sede papal Heredia fue embajador de los monarcas de Aragón Pedro IV y Juan I.
Fue investido Gran Maestre de la Orden de San Juan del Hospital el 24 de septiembre de 1377 y lo fue hasta su muerte en 1396. Desde tales cargos, Heredia colaboró tanto con el Papado como con los reyes de Aragón y Castilla, a cuya disposición puso la fuerza militar más compacta de la Cruzada en aquel momento. En 1377, el Maestre preparó una expedición militar a Morea (la antigua península del Peloponeso), a donde se dirigió desde Nápoles para anexionar Acaya a las posesiones del Hospital, y conquista Naupacto (Lepanto) a los albaneses, si bien el buen comienzo de la expedición se estropeó cuando Heredia fue capturado en el golfo de Arta. Navarros y albaneses reconquistaron Naupacto, pero Heredia pasó en cautiverio dos años. Repuesto de estas malandanzas, Heredia supo resistir al Imperio otomano durante las dos décadas de su mandato y defendió la sede de los Hospitalarios de Rodas; es más, ocupó Corinto y defendió con éxito Morea. Fue enterrado en la colegiata de Santa María la Mayor de Caspe, en un hermoso sepulcro monumental que resultó destruido durante la Guerra Civil.

## Obra literaria

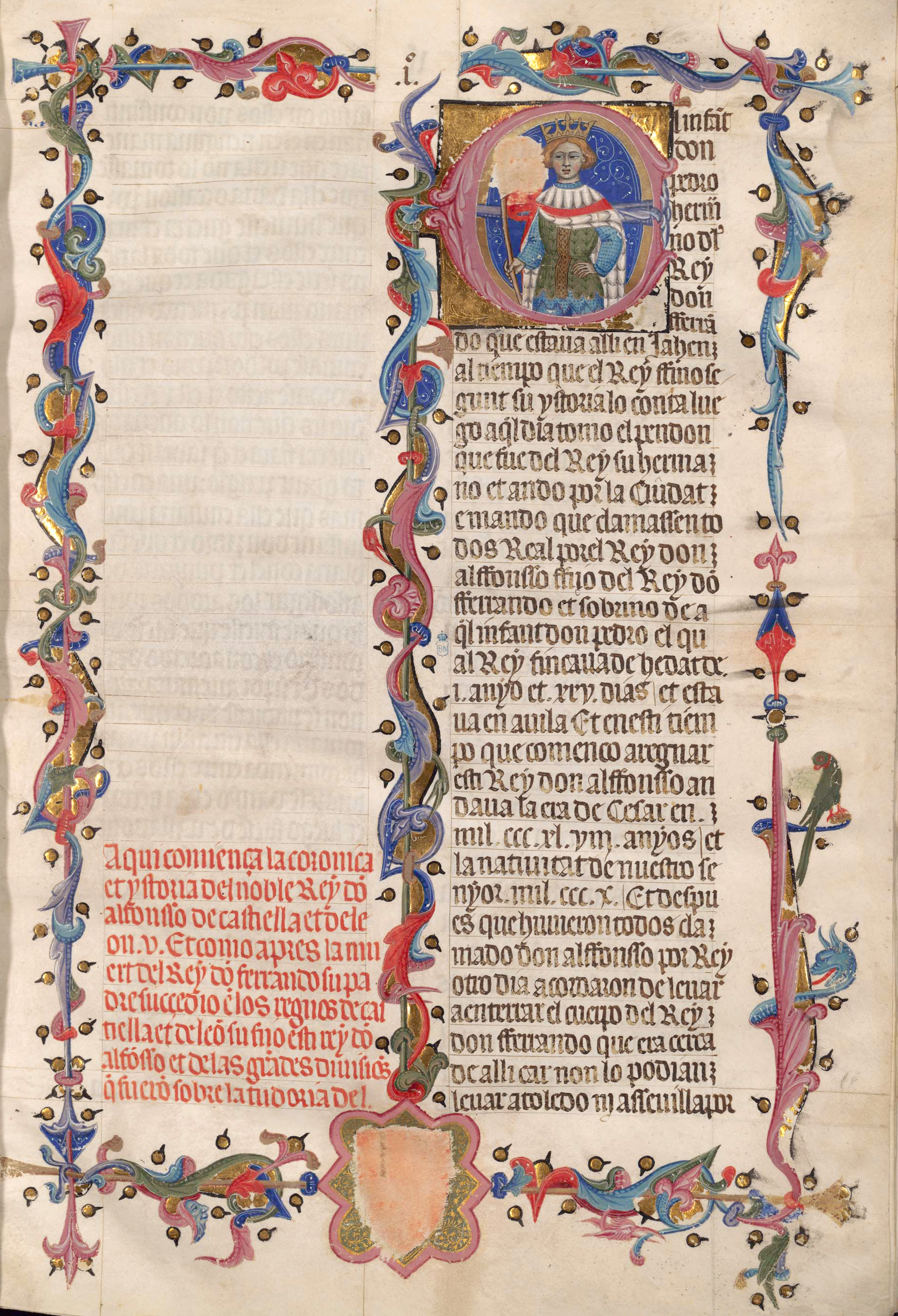
Íncipit de la tercera parte de la Grant Crónica de Espania. El título del capítulo, en tinta roja y lengua aragonesa, reza: «Aquí comiença la corónica et ystoria del noble rey don Alfonsso de Castiella e de León. Et cómo aprés la muert del rey don Fernando, su padre, suçcedió en los regnos de Castiella et de León su fijo, esti rey don Alfonso et de las grandes divisiones que fueron sobre la tudoría dél».

En cuanto a sus trabajos literarios, históricos y humanísticos, Heredia fue el patrocinador de un escritorio similar al que en Castilla produjo Alfonso X El Sabio. La mayor parte de su obra manuscrita fue a parar a manos de don Íñigo López de Mendoza, marqués de Santillana, mientras que otros ejemplares recayeron en la biblioteca de Benedicto XIII, el "Papa Luna". Finalmente se conservan en su mayoría en la Biblioteca Nacional y escurialense, hasta donde acabaron llegando desde las colecciones reales. Toda su obra fue vertida en su redacción definitiva al aragonés. 
Lo más importante sin duda fue que gracias a la presencia de Heredia en Rodas se encargaron las primeras traducciones de Tucídides y Plutarco a una lengua romance. Y, como observa Luttrel, las traslaciones y compilaciones de Heredia no son la obra de un humanista precoz, sino la de un inteligente bibliófilo apasionado por cualquier aspecto de la historia universal. Si su Grant Crónica de Espania es una compilación de obras familiares a Occidente, en la historia griega no solo utilizó textos vertidos a lenguas vulgares como el Roman de Troie, sino que intentó construir una historia medieval de Grecia, Francia y Bizancio. Y esto es un principio ambicioso para una época en la que Grecia aún no era vista en términos de pasado clásico y su historia era desconocida en Occidente. 
Heredia viajó a Rodas en 1354-55 como enviado papal junto a Raimundo Berenguer y Pedro de Cornillán, pero fue durante su segunda estancia entre 1379-82 cuando organizó la producción de su futura obra histórica. El encargo de las traducciones de textos griegos recayó en un primer momento en un salonicense de nombre Demetrio Calodiqui, que aparece mencionado en el prólogo de la versión italiana; este tenía por cometido traducir del griego clásico al griego vulgar, mientras que un segundo personaje, obispo de Adrianópolis, trasladaba el texto del griego vulgar al aragonés:

Fu translatata di gramatica greca in vulgar greco in Rodi per un philosopho greco chiamato omitri talodiqui e di greco fu translatata in aragonese per un freyre predicatore vispo di ludervopoli, molto sofficiente cherico in diverse scienze. e grande ystoriale, e experto in diverse lingue.

Los documentos certifican que Heredia concedió a Calodiqui y a perpetuidad una escribanía en Rodas y que, en diciembre de 1383, le autorizó a apoderarse de los códices de un tal Gavidiotti; uno de ellos puede ser el de las Vidas Paralelas cuya traducción auspició el Gran Maestre. El segundo traductor utilizado por Heredia era el dominico Nicolás, obispo de Drenópolis (Adrianópolis, en Etolia), que había servido de traductor en el viaje de Juan V Paleólogo a Roma (a. 1369). De 1380 a 1384 se encontraba en Rodas, ejerciendo de vicario del arzobispo. De 1384 a 1386 vivió en Aviñón, a donde trasladó los textos reunidos por Heredia.
La traducción al aragonés de las Vidas Paralelas de Plutarco fue utilizada en sus obras la Grant Crónica de los Conquiridores y en la Grant Crónica de Espanya (poco antes de 1385). El humanista Coluccio Salutati consiguió una copia de la versión aragonesa antes de 1388 y sobre ella se realizó una versión italiana hacia 1396, cuyo prólogo ha proporcionado la valiosa información ya transcrita sobre la gestación del proceso. Se trata de 39 vidas de un total de 50 del original griego. Adelino Álvarez ha hecho la edición crítica de las mismas en 2009 (dos vols.), bajo el título de Vidas semblantes. 
La traducción encargada por Heredia de la Historia de la Guerra del Peloponeso de Tucídides se conserva en el Matritensis 10.801, copiada circa 1384 en Aviñón, pero es, desgraciadamente, parcial, puesto que se limita solo a los discursos. 
La traducción del Epítome Historiarum fue utilizada en la primera parte de la Crónica de los Conquiridores (que abarca el período 780-1118); el texto recibió el título de Libro de  los emperadores que fueron en Grecia. La segunda parte, propiamente dicha la Crónica de los Conquiridores, se divide en 18 libros, cada uno dedicado a un conquistador ilustre de la Antigüedad y la Edad Media (Marco Antonio, Octavio, Tiberio, Atila, Carlos Martel, Carlomagno, Tarik, Muza, Genghis Kan, Fernando III el Santo y Jaime I el Conquistador entre otros). Las fuentes son Plutarco, Trogo Pompeyo (a través de Justino), las Fleurs des histoires d'Orient y las Crónicas de San Fernando y Jaime I. Se conserva en el Matritensis 10.134 bis. 
La Crónica de Morea es una narración anónima de la conquista franca de la Morea (Peloponeso), desde la Primera Cruzada hasta 1292. Se conserva en cuatro versiones: griega, francesa, italiana y aragonesa, y algunos extractos aparecen en la Crónica de Doroteo de Monemvasiá. No existe acuerdo sobre si la versión original era griega o francesa. No es fiable en absoluto sobre los sucesos fuera de la Morea. La versión aragonesa, que abarca el período de 1197 a 1377, no se limita a reproducir la versión original sino que incluye material de otras procedencias (los cronistas Villani, Ernoul y Baudoin d'Avesnes). Fue copiada por Bernardo de Jaca en 1393 (fue conplido et acabado de escrivir digous a. XXIII del mes de octubre en el anyo de nuestro senyor M.CCC.XC.tercio. Bernardos est dictus qui scripsit, sit benedictus. De Iaqua vocatur qui scripsit, sit benedictus. Amen). La traducción al aragonés había sido encargada por Juan Fernández de Heredia en 1377, e incluida en la Grant Crónica de los Conquiridores.

## Obras producidas por elscriptoriumde Juan Fernández de Heredia
- Grant Crónica de Espania, en tres partes (se conservan dos), que es una compilación al modo alfonsí.
- Crónica de los Conquiridores, en dos partes, serie de biografías de personajes famosos, que termina por Jaime I el Conquistador.
- Crónica o Libro de los Emperadores, traducción parcial de la obra griega Epitome Historiarum de Juan Zonaras.
- Crónica de Morea o Libro de los fechos et conquista del principado de Morea, parte traducción y parte elaboración original.
- Flor de las Ystorias de Orient, traducción hecha según las versiones catalana y francesa de la obra del monje Haitón de Córico.
- Libro de Marco Polo, que recoge los viajes de este aventurero veneciano.
- Libro de Actoridades o Rams de Flores, colección de historietas tomadas de la Summa Collationum de Juan de Gales, en versión catalana, y del Valerio Máximo.
- Secreto de los Secretos, que es un espejo de príncipes e incluye nociones de fisiognomía.[4]
- Ystoria Troyana, basada en la obra de Guido de Columnis sobre la guerra de Troya.
- Vidas semblantes o traducción de las Vidas paralelas de Plutarco.
- Discursos de la Historia de la Guerra del Peloponeso de Tucídides, a través de una versión en griego moderno de Demetrio Talodiqui.
- Traducción de las Ystorias de Orosio.
- Traducción de Eutropio, hecha a base de la historia romana de Paulo Diácono.
- Cartulario Magno, que contiene unos tres mil documentos sobre la castellanía de Amposta.

Algunas obras se han perdido, aunque se conoce su existencia por la correspondencia con los reyes aragoneses: unas historias de un monje negro traducidas al catalán y una Summa Historiarum.

## Descendencia
Tuvo cuatro hijos naturales legitimados, Toda López de Heredia, Donosa Fernández de Heredia, Teresa Fernández de Heredia y Juan Fernández de Heredia. De Teresa Fernández de Heredia provienen los condes de Fuentes.
| Predecesor: Robert de Juliac | Gran maestre de la Orden de San Juan de Jerusalén 1377- 1396 | Sucesor: Philibert de Naillac |